# UFC Fight Night: Walker vs. Hill
 UFC Fight Night: Walker vs. Hill (conosciuto anche come UFC Fight Night 201, oppure UFC on ESPN+ 59, o anche UFC Vegas 48)  è stato un evento di arti marziali miste tenuto dalla Ultimate Fighting Championship il 19 febbraio 2022 all’UFC APEX di Las Vegas, negli Stati Uniti.

## Risultati
|                  | Divisione             |                 |                 |                      | Metodo                                      | Round           | Tempo           | Premio          |
| Card Principale  | Card Principale       | Card Principale | Card Principale | Card Principale      | Card Principale                             | Card Principale | Card Principale | Card Principale |
| ---------------- | --------------------- | --------------- | --------------- | -------------------- | ------------------------------------------- | --------------- | --------------- | --------------- |
|                  | Pesi mediomassimi     | Jamahal Hill    | batte           | Johnny Walker        | KO (pugno)                                  | 1               | 2:55            | POTN            |
|                  | Catchweight (195 lbs) | Kyle Daukaus    | batte           | Jamie Pickett        | Sottomissione (D'Arce choke)                | 1               | 4:59            | POTN            |
|                  | Pesi massimi          | Parker Porter   | batte           | Alan Baudot          | Decisione unanime (29–28, 29–28, 29–28)     | 3               | 5:00            |                 |
|                  | Pesi leggeri          | Jim Miller      | batte           | Nikolas Motta        | KO tecnico (pugni)                          | 2               | 1:58            |                 |
|                  | Pesi medi             | Joaquin Buckley | batte           | Abdul Razak Alhassan | Decisione non unanime (28–29, 29–28, 29–28) | 3               | 5:00            |                 |
| Card Preliminare |                       |                 |                 |                      |                                             |                 |                 |                 |
|                  | Catchweight (148 lbs) | David Onama     | batte           | Gabriel Benítez      | KO (pugni)                                  | 1               | 4:24            | POTN            |
|                  | Pesi gallo femminili  | Stephanie Egger | batte           | Jessica-Rose Clark   | Sottomissione (armbar)                      | 1               | 3:44            | POTN            |
|                  | Pesi piuma            | Chas Skelly     | batte           | Mark Striegl         | KO tecnico (ginocchiata e pugni)            | 2               | 2:01            |                 |
|                  | Pesi paglia femminili | Gloria de Paula | batte           | Diana Belbiţă        | Decisione unanime (29–28, 29–28, 29–28)     | 3               | 5:00            |                 |
|                  | Pesi gallo            | Chad Anheliger  | batte           | Jesse Strader        | KO tecnico (pugni)                          | 3               | 3:33            |                 |
|                  | Pesi piuma            | Jonathan Pearce | batte           | Christian Rodriguez  | Decisione unanime (30–27, 29–28, 29–28)     | 3               | 5:00            |                 |
|                  | Pesi gallo            | Mario Bautista  | batte           | Jay Perrin           | Decisione unanime (30–27, 30–27, 30–26)     | 3               | 5:00            |                 |

## Premi
I lottatori premiati ricevettero un bonus di 50.000 dollari.
Legenda:
- FOTN: Fight of the Night (vengono premiati entrambi gli atleti per il miglior incontro dell'evento)
- POTN: Performance of the Night (viene premiato il vincitore per la migliore performance dell'evento)